# Tangail (stad)
Tangail is een stad in Bangladesh. De stad is de hoofdstad van het district Tangail. De stad telt ongeveer 130.000 inwoners.